# Todesstrafe in Neuseeland
Erstmals wurde die Todesstrafe in Neuseeland in das Gesetzeswerk aufgenommen, als Neuseeland 1840 ein britisches Territorium wurde. Sie wurde erstmals 1842 angewendet und zuletzt 1957 vollstreckt. Abgeschafft wurde sie 1961 als Strafe für Mord und für die anderen Tatbestände einschließlich Verrat im Jahre 1989. In der Zeit, in der es die Todesstrafe gab, wurden insgesamt 85 Exekutionen vorgenommen.

## Hinrichtungsmethode
Die Hinrichtung wurde durch Hängen vorgenommen. Die Exekutionen fanden anfangs an verschiedenen Orten im ganzen Land statt, später nur noch in der Hauptstadt Wellington (gewöhnlich im Mount Crawford Prison) und Auckland (gewöhnlich im Mount Eden Prison). Anfangs gab es keinen professionellen Henker, es wurde einfach eine für geeignet erscheinende Person ausgewählt. Gelegentlich wurden auch verurteilte Verbrecher als Henker eingesetzt, oft gegen Strafreduzierung oder Geldzahlungen. Die Hinrichtungen fanden anfangs öffentlich statt, ab 1862 unter Ausschluss der Öffentlichkeit.
1877 empfahl der Sheriff von Blenheim, dass ein Henker angestellt werden solle. Tom Long, ein Ire, der behauptete, zuvor Henker in Australien gewesen zu sein, wurde angestellt. Er ist der einzige namentlich bekannte Berufshenker in Neuseeland, die anderen blieben anonym.

## Geschichte
Die erste zum Tode verurteilte Person war ein jugendlicher Māori namens Kihi, den man des Mordes an einem weißen Schäfer für schuldig befand. Er starb jedoch vor der Vollstreckung an Dysenterie. Der erste in Neuseeland exekutierte Verbrecher war Wiremu Kingi Maketu für den Mord an fünf Menschen auf Motuarohia Island in der Bay of Islands. Er wurde in Auckland von einer aus Weißen bestehenden Jury verurteilt, obwohl der Verteidiger eine halb aus Weißen, halb aus Māori bestehende Jury gefordert hatte, und im März 1842 hingerichtet.
Alle Hingerichteten waren Männer, mit Ausnahme der 1895 wegen Kindesmord verurteilten Minnie Dean. Bis auf Hamiora Pere waren alle wegen Mordes verurteilt worden. Der letzte Hingerichtete war am 18. Februar 1957 Walter James Bolton für den Giftmord an seiner Frau.
Weitere fünf Männer wurden während des Ersten Weltkrieges als Deserteure oder Aufrührer durch Militärgerichte zum Tode verurteilt und erschossen. 2000 rehabilitierte das Parlament diese Männer, da das Urteil unrechtmäßig gewesen war.

## Abschaffung
Als die Labour Party nach den Wahlen 1935 ihre erste Regierung bildete, wandelte sie alle Todesstrafen in lebenslange Gefängnisstrafen um. 1941 änderte der Crimes Amendment Act für Mord von der Todesstrafe in Zwangsarbeit. Die einzigen Verbrechen, für die weiter die Todesstrafe galt, waren Verrat und Piraterie.
Die Labour Party verlor die Macht wieder an die konservativere National Party, die die Todesstrafe für Mord wieder einführte. In ihrer Amtszeit wurden 36 Menschen des Mordes für schuldig befunden, 22 davon zum Tode verurteilt. Die letzte Entscheidung über Hinrichtungen lag beim Neuseeländischen Kabinett und nur acht der Verurteilten wurden hingerichtet.
Nach der Historikerin des Department of Justice, Pauline Engel, könnte die British Royal Commission on Capital Punishment von 1953 stark von der zunehmenden Bewegung für die Abschaffung der Todesstrafe beeinflusst gewesen sein. Ebenso gab es Kontroversen um die Hinrichtung von Harry Whiteland und Edward Te Whiu, die Fragen über ein mögliches kriegsbedingtes Trauma, intellektuelle und Entwicklungsstörungen als mögliche Faktoren für verminderte Schuldfähigkeit aufwarfen. Ein Nationales Komitee zur Abschaffung der Todesstrafe wurde im November 1956 mit Zweigstellen in Auckland, Wellington, Christchurch und Dunedin gegründet.
Engel und Maureen Goring haben auf die Rolle der protestantischen Christen hingewiesen. 1941 und 1951 hatten die Christian Social Justice League, Christchurch Anglican Diocesan Synod und das Methodist Public Questions Committee die Abschaffung befördert. Einzelne Katholiken sprachen sich ebenso gegen die Todesstrafe aus, die Kirchenhierarchie blieb jedoch in der Diskussion neutral. Die Neuseeländische Theosophische Gesellschaft wandte sich ebenfalls gegen die Todesstrafe, die Church of Christ und die Union der Baptisten kamen in den späten 1950er Jahren hinzu. Der wachsende Widerstand gegen die Todesstrafe in religiösen Kreisen bot den Gegnern der Todesstrafe eine organisatorische Basis.
Im Jahre 1956 wurde vom Justizminister Jack Marshall ein Antrag auf ein Referendum zur Abschaffung der Todesstrafe eingebracht. Dieses sollte im Rahmen der Parlamentswahlen 1957 stattfinden. Der Antrag scheiterte jedoch. Die Wahlen brachten eine kurzlebige Labour-Regierung an die Macht, die jedoch keine Änderungen vornahm, bevor 1960 die National Party wieder an die Macht kam.
1961 bestätigte die National Party ihre Unterstützung der Todesstrafe, wenn auch nur für vorsätzlichen Mord, Morde im Verlauf eines anderen Verbrechens und beim Ausbruch aus der Haft. Die Frage der Todesstrafe führte zu parteiinternen Debatten. Justizminister Ralph Hanan war Gegner der Todesstrafe, der stellvertretende Premierminister Jack Marshall ein Befürworter.
Die Frage wurde Gegenstand einer Gewissensabstimmung im Parlament, dabei votierten zehn Abgeordnete der National Party gemeinsam mit Labour, so dass sich mit 41 zu 30 Stimmen eine Mehrheit von 11 Stimmen gegen die Todesstrafe ergab. Diese zehn Abgeordneten waren Ernest Aderman, Gordon Grieve, Ralph Hanan, Duncan MacIntyre, Robert Muldoon, Herbert Pickering, Logan Sloane, Brian Talboys, Esme Tombleson und Herbert John Walker. Damit wurde die Todesstrafe für Mord abgeschafft, blieb aber für Verrat und ähnliche Verbrechen in Kraft.
Die letzten Reste der Todesstrafe wurden unter einer Labour-Regierung 1989 abgeschafft, ohne dass inzwischen weitere Exekutionen stattgefunden hätten. Zwar werden gelegentlich Rufe nach ihrer Wiedereinführung laut, aber keine der größeren politischen Parteien hat dies in ihr Programm aufgenommen. Die seit 2006 nicht mehr existierende fundamental-christliche Partei Christian Heritage New Zealand hatte dies im Programm, erreichte in den meisten Meinungsumfragen jedoch nur die Unterstützung von 2 % der Bevölkerung. Evangelikale Christen waren in der Frage der Todesstrafe tief zerstritten, die The Kiwi Party (früher Future New Zealand), unterstützte die Wiedereinführung. Viele sonst konservative Katholiken waren gegen die Wiedereinführung.

## Weiterführende Literatur
- C. A. L. Treadwell: Notable New Zealand Trials. T. Avery & Sons Ltd., New Plymouth 1936.
- Melville Harcourt: A Parson In Prison. Whitcombs and Tombs, Auckland 1942.
- David Gee: The devil's own brigade. A History of Lyttelton Gaol. Millwood Press, Wellington 1975.
- John C. M. Creswell: Murder in paradise. The strange adventures of the Roberton brothers. J. M. Glover, Whangarei 1998, ISBN 1-876135-00-X.
- Sherwood Young: Guilty on the Gallows. Famous Capital Crimes of New Zealand. Grantham House, Wellington 1998, ISBN 1-86934-068-X.